# Basterotia quadrata
Basterotia quadrata är en musselart som först beskrevs av Sylvanus Charles Thorp Hanley 1843.  Basterotia quadrata ingår i släktet Basterotia och familjen Sportellidae. Inga underarter finns listade i Catalogue of Life.